# 武器即电视。 SMAP×FNS 27小时电视
武器即電視。 SMAP×FNS 27小時電視（日语：武器はテレビ。 SMAP×FNS 27時間テレビ）是一檔於2014年7月26日至27日在日本富士電視網播出的電視馬拉松直播綜藝節目，該特別節目由SMAP擔任總主持。這是富士電視網年度特別節目《FNS之日》的第28次播出。

## 節目概況
《武器即電視。 SMAP×FNS 27小時電視》是紀念富士電視台開播55週年的特別節目，也是SMAP全員第一次和唯一一次擔任“FNS27小時電視”的總主持人。
本次“FNS27小時電視”是基於《SMAP×SMAP》而製作，也是SMAP的冠名節目；這是“FNS27小時電視”史上首次允許主持人在其節目名前冠名。在節目標誌裡，“SMAP”中的“S”採用2的鏡像文字替代。
由於上期“FNS27小時電視”原定的播出時間正值第23屆日本參議院議員通常選舉和2013年東亞盃，因此從7月延期至8月3日和4日播出。而這次則依舊在通常播出的7月下旬放送。
SMAP在這次直播結束後所舉行的全日本“Mr.S "saikou de saikou no CONCERT TOUR"”巡迴演唱會上，播出了基於該節目宣傳視頻而製作的交互視頻內容《JUNCTION (TELEVIMAN)》。

## 主持團隊

### 總主持
- SMAP
  - 中居正廣
  - 木村拓哉
  - 稻垣吾郎
  - 草彅剛
  - 香取慎吾

註：這是中居正廣自2011年來3年內第7次負責主持該特別節目；也是香取慎吾自2007年來7年內第2次負責；同時也是木村拓哉、稻垣吾郎和草彅剛首次負責。

### 進度播音員
- 佐野瑞樹（日语：佐野瑞樹）
- 榎並大二郎
- 加藤綾子時任富士電視台播音員

### 問題環節主持
在特別節目的關鍵點，也就是每個環節播出結束後，主持人都會提出一個“四選一”的問題讓觀眾通過遙控器上的“d鍵”來參與活動。
- 山崎弘也（不可接觸）

- 劇團一人山崎弘也不在時代班

## 主題音樂
整個節目使用SMAP的歌曲《Top Of The World》作為主題曲，但是每個環節都有使用SMAP的其他歌曲。

## 嘉賓陣容
註：以下嘉賓姓名按出場順序排列。

| - 原辰德 - 太田光（爆笑問題） - 林真理子 - 渡邊惠里 - 三谷幸喜 - 史蒂维·旺德 - Zawachin - 渡部建（UNJASH） - NINETY-NINE（岡村隆史 / 矢部浩之） - 好孩子（濱口優 / 有野晋哉） - 加藤浩次 - 敦士 |

## 收視情況
整個特別節目在日本關東地區的平均收視率為13.1%，在關西地區則為13.9%。
在關東地區，最高收視率出現在27日18:46時播出動畫片《海螺小姐》中SMAP從磯野家歸來的場景時及同日20:02時SMAP不間斷演唱會LIVE結束後中居正廣發表評論的場景，它們的瞬間收視率都達到了23.8%。而關西地區的最高收視率則出現在26日21:03時江頭2:50於潛水對決中登場時的場景，瞬間收視率達到了24.1%。
| 收視率 | 播出時段              | 環節內容                                                      |
| ------ | --------------------- | ------------------------------------------------------------- |
| 9.6%   | 26日 18:30－19:00     | SMAP生前葬禮～盛大開幕                                        |
| 15.6%  | 26日 19:00－21:45     | 開場白～27小時電視名場面集～驚！亂七八糟2SMAP全是男人游泳大會 |
| 15.3%  | 26日 21:45－23:10     | 特別劇《我們還有明天》                                        |
| 12.9%  | 26日 23:10－27日 1:15 | 27小時午夜秀                                                  |
| 8.0%   | 27日 1:15－5:00       | 秋刀魚·中居正廣的今夜睡不著～SMAP是醜男！？                   |
| 6.5%   | 27日 5:00－6:00       | SMAP是醜男！？                                                |
| 11.4%  | 27日 6:00－9:30       | 鬧鐘晨浴～挑戰SMAP！？本地SMAP冠軍                            |
| 13.9%  | 27日 9:30－11:20      | 挑戰SMAP！？本地SMAP冠軍                                      |
| 13.9%  | 27日 11:20－14:20     | 盛情款待 BISTRO SMAP～塔摩利×SMAP                             |
| 13.6%  | 27日 14:20－18:30     | 最初和快樂驚喜～秋刀木拓直播～“未定”企劃                      |
| 20.5%  | 27日 18:30－20:54     | 海螺小姐～SMAP不間斷Live～盛大閉幕                            |

## 關聯節目

### 事前節目
- SMAP×SMAP（2014年7月21日 22:15－23:09）
  - 介紹“挑戰SMAP！？本地SMAP錦標賽”環節出場的日本各地“本地SMAP”們（前半部分。富士電視網中有13家加盟電視台參與。）

- OjaMAP!!（日语：おじゃMAP!!）（2014年7月23日 19:00－19:57）
  - 介紹“挑戰SMAP！？本地SMAP錦標賽”環節出場的日本各地“本地SMAP”們（後半部分。富士電視網中有14家加盟電視台參與。）

- 武器即電視。SMAP怒濤的27小時電視挑戰！○日前特輯！！
  - 武器即電視。SMAP怒濤的27小時電視挑戰！5日前特輯！！（2014年7月22日 0:50－1:00）
  - 武器即電視。SMAP怒濤的27小時電視挑戰！4日前特輯！！（2014年7月23日 0:35－0:45）
  - 武器即電視。SMAP怒濤的27小時電視挑戰！3日前特輯！！（2014年7月24日 1:10－1:20）
  - 武器即電視。SMAP怒濤的27小時電視挑戰！2日前特輯！！（2014年7月25日 0:35－0:44）
  - 武器即電視。SMAP怒濤的27小時電視挑戰！最後18小時前特輯！！（2014年7月26日 0:50－1:00）
  - 武器即電視。SMAP怒濤的27小時電視挑戰！直播前特輯！！（2014年7月26日 13:30－15:00 週六特輯（日语：土曜スペシャル (フジテレビ)）[a]）

- 女主播還有明天（2014年7月26日 3:30－4:30[b]）
  - 特別劇《我們還有明天》的衍生劇。由富士電視台播音員市川知宏（日语：市川知宏）和三田友梨佳主演。

### 事後節目
- 鬧鐘電視（2014年7月28日 5:25－8:00）
  - 在娛樂環節重播了本期“27小時電視”的精彩內容，主要是鬧鐘晨浴部分。

- SMAP×SMAP（014年7月28日 22:15－23:09）
  - 在“27小時電視”之後立即播出了精彩回顧及直播結束後的內容。特別播出了短劇《我們還有明天》的插曲《希望你能收到（日语：super.modern.artistic.performance）》的完整版。

- OjaMAP!!（日语：おじゃMAP!!）（2014年7月30日 19:00－19:57）
  - 播出了“生與歡樂驚喜”部分的完整版，包含了未公開部分及新娘的成長內容。

- Wild na Show（日语：ワイドナショー）（2014年8月3日 10:00－10:55）
  - “27小時電視”反省會。主持人東野幸治與松本人志同“27小時電視”的演出嘉賓三田友梨佳、指原莉乃對節目進行了討論。

### 腳註
1. ↑  為了平衡內部製作節目的播出時段，關西電視台延遲到15:55－17:25播出。
2. ↑  東海電視台延遲到3:55－4:55播出。

### 出典
1. ↑  . Natalie. 2014-07-25  [2021-10-16]. （原始内容存档于2021-10-19） （日语）.

## 相關詞條
- 72小時真心話電視（日语：72時間ホンネテレビ）：在AbemaTV上播出的由稻垣吾郎、草彅剛和香取慎吾共同主持的網絡節目

## 外部連接
- 武器即電視。 SMAP×FNS 27小時電視 官方網站，存档于（存檔日期 2014年7月26日）

| 富士電視系列 FNS之日                                         | 富士電視系列 FNS之日                                                        | 富士電視系列 FNS之日 |
| ------------------------------------------------------------ | --------------------------------------------------------------------------- | -------------------- |
|                                                              | 武器即電視。 SMAP×FNS 27小時電視 （2014年）                                 |                      |
| FNS27小時電視 女性力量2013 少女的笑容成就明天！！ （2013年） | FNS27小時電視 緊急2關頭 真實面對1億2500万人的期待 這不是電視！！ （2015年） |                      |